# Beurs van Hendrick de Keyser
De Beurs van Hendrick de Keyser aan het Rokin te Amsterdam was de eerste koopmansbeurs in Amsterdam en de voorloper van de huidige Nederlandse effectenbeurs. De oprichting van deze eerste Nederlandse koopmansbeurs vond plaats in het begin van de 17e eeuw. Naast de Koopmansbeurs werden in die tijd ook verschillende banken opgericht, zoals de Amsterdamsche Wisselbank en meerdere banken van lening.

## Achtergrond

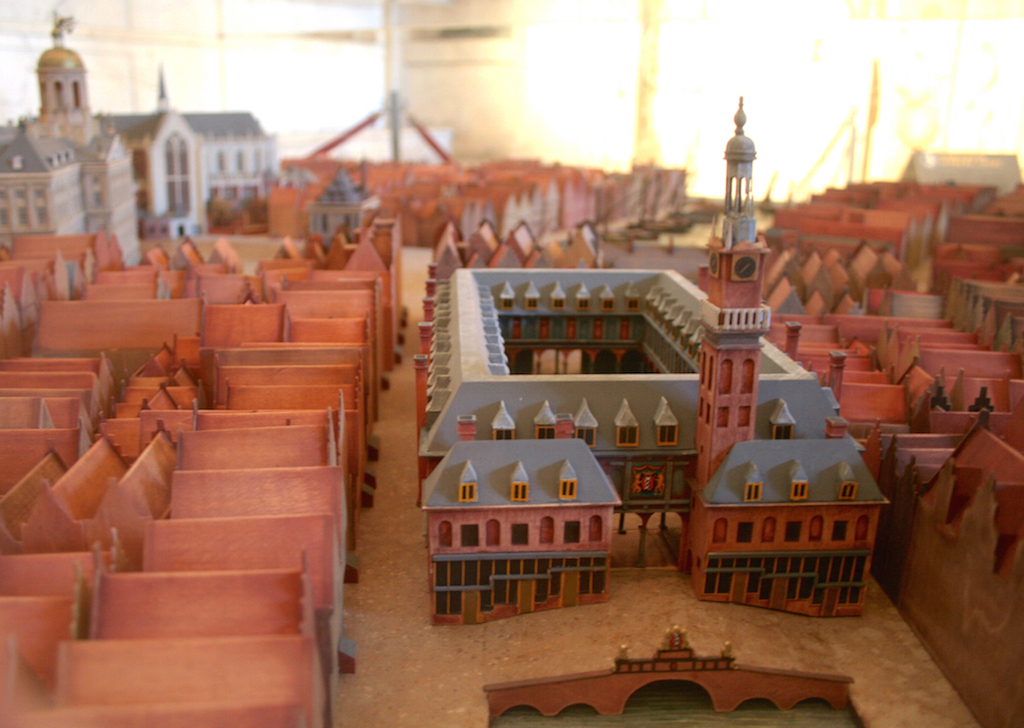
Maquette van de Beurs van Hendrick de Keyser, zijde Rokin. Links achter de koepel van het Stadhuis op de Dam. Geëxposeerd in het Paleis op de Dam; 2005.

### Aanleiding
De eerste openbaar verhandelde aandelen werden in Amsterdam uitgegeven. De VOC trok kapitaal aan door als eerste onderneming ter wereld publiek verhandelbare aandelen uit te geven in het jaar 1602.
In die tijd kwamen de kooplieden bijeen op de Nieuwe Brug aan het IJ en bij slecht weer in de Jeruzalemkapel naast de Sint Olofskapel aan het begin van de Zeedijk, de Oude Kerk of soms de Nieuwe Kerk. Het stadsbestuur wilde echter de handel in de stad op één plek concentreren. Dit was bevorderlijk voor de handel en het bood ook mogelijkheden voor regulering. In april 1607 hakte de Amsterdamse vroedschap de knoop door: er kwam "tot gerief der coopluijden" een beursgebouw "gelijck in veel coopsteden gebruijckelijck is". Het nieuwe gebouw zou over het Rokin worden gebouwd, direct ten zuiden van de Dam. De beurs van Antwerpen en die van Londen werden als voorbeeld genomen.

### De bouw

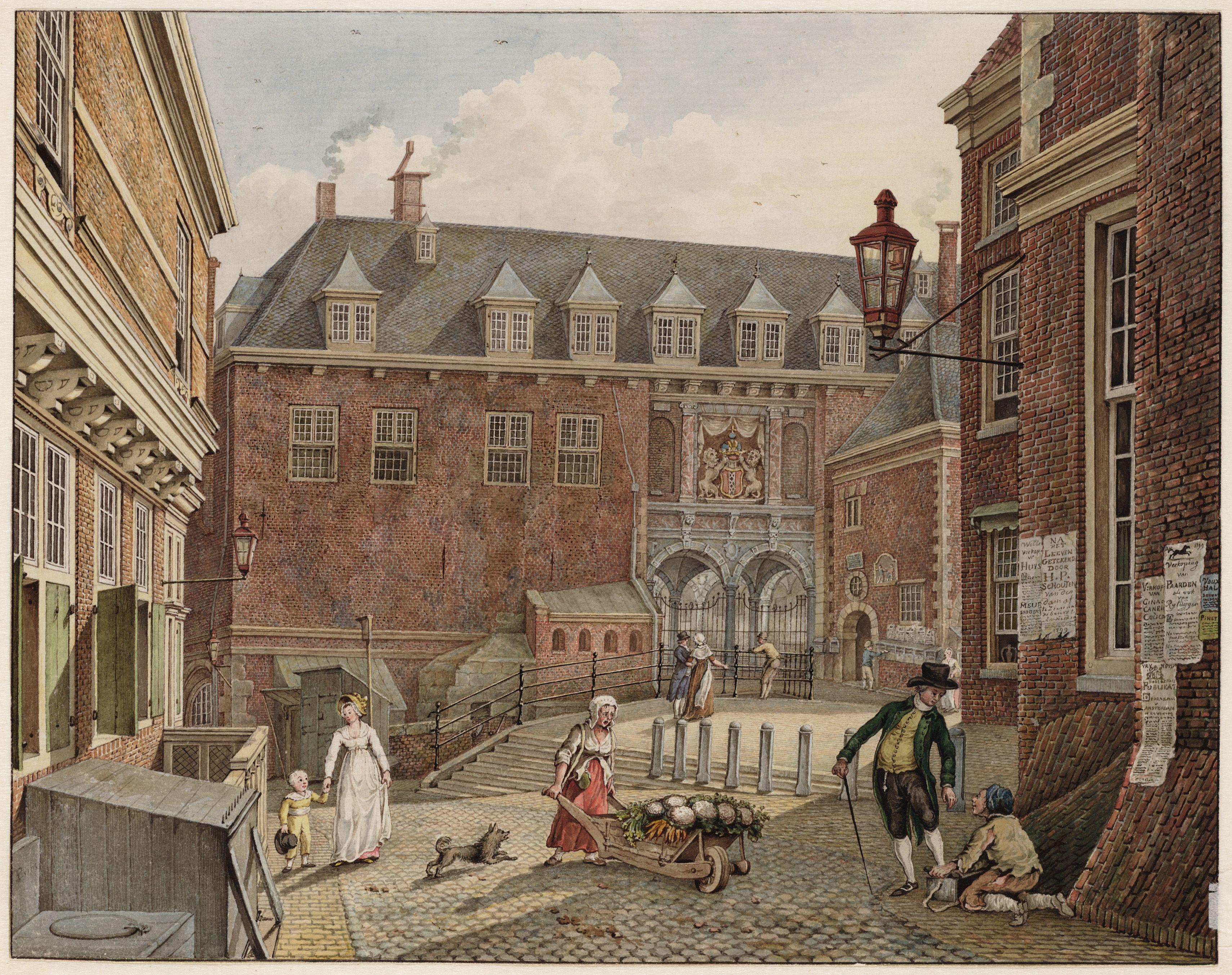
De oorspronkelijke ingang aan de Damzijde met rechts een boek- en papierwinkel: Hermanus Petrus Schouten, De opgang naar de beurs, gezien door het Beurspoortje vanaf de Vijgendam, tekening, 1799, Stadsarchief Amsterdam

Sinds 1595 stond het stedelijke bouwbedrijf, het zogenoemde "fabrieksambt", onder leiding van drie "meesters": meestertimmerman Hendrick Jacobsz. Staets, meestermetselaar Cornelis Dankertsz. de Rij en meesterbeeldsnijder en -steenhouwer Hendrick de Keyser. De Keyser zorgde niet alleen voor het beeldhouwwerk, hij had ook de taak om – al dan niet in samenwerking met Staets – het uiterlijk van de nieuwe gebouwen te ontwerpen. Gaandeweg zou hij zich ontwikkelen tot de hoofdarchitect van Amsterdam.
In het voorjaar van 1607 gingen De Keyser en De Rij naar Londen om het beursgebouw daar te bestuderen. Op 1 september 1607 was het bouwplan voor de Amsterdamse beurs gereed en werd het goedgekeurd door de Raad. Wat betreft de "vercieringe van het werck" hoefde er niet "op een cleyntge [te] worden gesien", en de lengte lag ook nog niet vast, maar er kon een begin worden gemaakt met het leggen van de funderingen. De beurs zou gedeeltelijk op de gewelven van de sluis worden gebouwd en gedeeltelijk op palen van 50 tot 60 voet lengte. Bij het heien raakten enkele naburige panden ontzet en moesten deels worden afgebroken.
In de lente van 1608 werd met het metselwerk van de Koopmansbeurs begonnen. De eerste steen werd op 28 mei gelegd door Hendrick Hooft, de jongste broer van P.C.Hooft. Hun vader Cornelis Hooft was op dat moment burgemeester van de stad. In 1611 was de Koopmansbeurs gereed.
Ten behoeve van de korenhandelaren, werd in 1617 bij de Oude Brug, aan de zuidzijde, over het water een aparte houten korenbeurs gebouwd naar een ontwerp van stadstimmerman Staets.

## Het gebouw

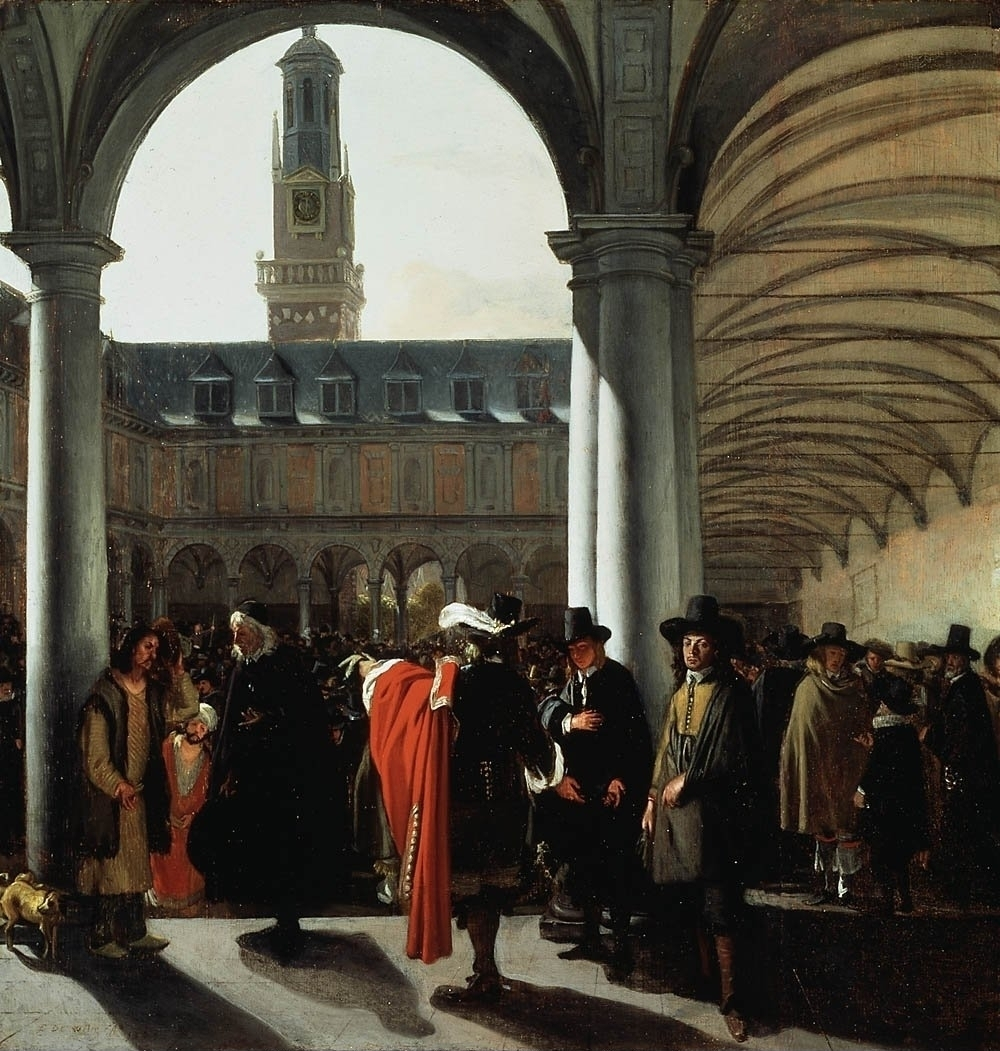
De beurs met de oorspronkelijke toren, gezien vanaf de ingang aan de kant van de Dam: Emanuel de Witte, De binnenplaats van de beurs in Amsterdam, 1653, Rotterdam, Museum Boijmans Van Beuningen

### Het ontwerp van De Keyser
Het ontwerp van Hendrick de Keyser viel kennelijk in de smaak, want zijn salaris werd verhoogd tot 400 gulden, waardoor hij nu evenveel verdiende als Staets en De Rij, en hij kreeg in 1607 en 1609 premies voor zijn ontwerpen en tekeningen. In 1609 werd er al een perspectiefprent uitgegeven van de binnenplaats van het beursgebouw, in 1612 gevolgd door de vaak afgebeelde prent van C.J. Visscher waarop de beurs in vogelvlucht vanaf het Rokin te zien is. Hierop staan ook – op de sokkel linksonder – een mercuriusstaf en een stokbeurs afgebeeld. Een stokbeurs was een handvat met buidels waarin de handelaren de verschillende valuta bewaarden.
De koopmansbeurs bestond uit een rechthoekige binnenplaats met daaromheen een zuilengalerij van 12 bij 6 bogen. De galerijen waren overdekt met stenen kruisgewelven. De vormgeving van de binnenplaatsgevel met smalle en brede traveeën was ontleend aan de publicaties van Hans Vredeman de Vries. Volgens Vondel waren de nissen bedoeld voor 36 beelden van de graven van Holland en Zeeland, maar die zijn er nooit gekomen. De lange zijgevels langs de beide Beursstegen waren blinde muren met uitgebouwde schoorsteenkanalen die in verbinding stonden met de stookplaatsen in de overwelfde kelders onder de galerijen.
Naast de ingang aan de Rokinzijde verrees een toren met slaguurwerk en klokken. Verder stonden daar twee blokjes winkelhuizen waarvan de vormgeving leek op een vereenvoudigde versie van de gevels rond de binnenplaats. Ze waren beïnvloed door de Londense beurs en opnieuw Vredeman de Vries. Opvallend waren de pauwenstaartachtige decoraties boven de ramen en de puien, zoals die ook te zien zijn aan de Vleeshal in Haarlem. Deze huizenblokken zouden later voor de uitbreiding van 1668 worden afgebroken. In een van de huizen naast de beurs woonde de boekhandelaar en uitgever Cornelis Lodewijcksz vander Plasse, die onder andere de werken van Bredero uitgaf.

### Het Hemony-klokkenspel

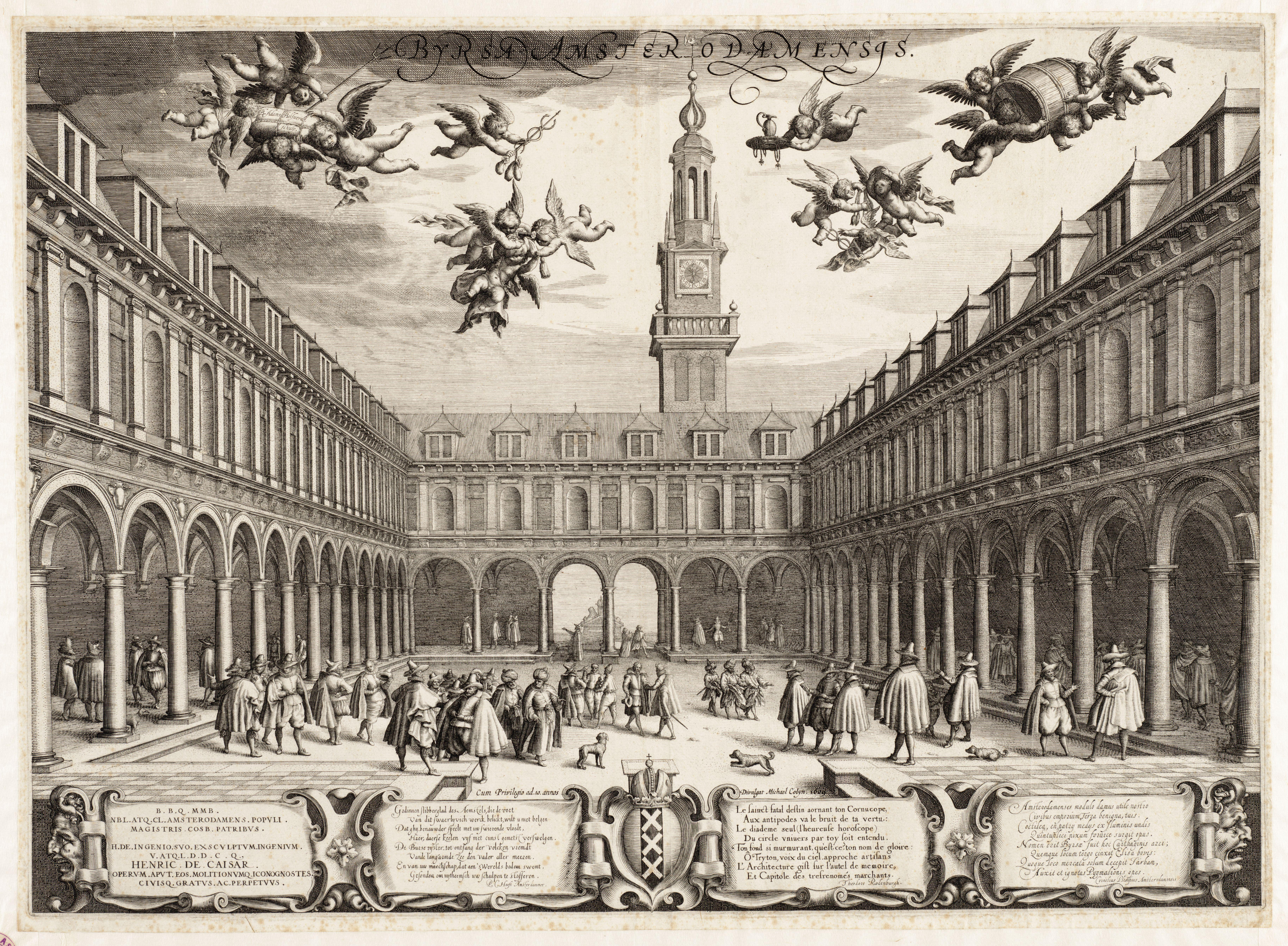
De prent uit 1609, Stadsarchief Amsterdam

In de toren van het beursgebouw werd in 1655 het eerste carillon opgehangen dat de gebroeders Pieter en François Hemony voor Amsterdam maakten. Het was al in 1651 gegoten, toen ze nog in Zutphen woonden. Het was een klein licht spel van 22 klokken, dat door de week dagelijks werd bespeeld door Salomon Verbeeck tot vermaak van de kooplui. Ook zijn er berichten uit die tijd dat de hangjongeren ermee werden beziggehouden. Er is niets bekend over een automatisch speelwerk om de tijd aan te kondigen, wel was er een uurwerk. Terwijl Pieter naar Gent vertrok, werd François in 1655 gevraagd ook in de Zuiderkerkstoren de daar aanwezige voorslag te vervangen. Dit bleek zo succesvol dat hij gevraagd werd stadsklokkengieter te worden en ook op de Oudekerkstoren en de Westertoren de voorslag door een groter, zuiver gestemd klokkenspel te vervangen. In de 16e eeuw werden klokken (zoveel als mogelijk) op toon gegoten en waren daardoor nooit helemaal zuiver. De gebroeders Hemony waren de eersten die een zuiver gestemd klokkenspel wisten te maken, hoewel het beurscarillon nog niet de perfectie had die ze later zouden bereiken.

### De uitbreiding van 1668

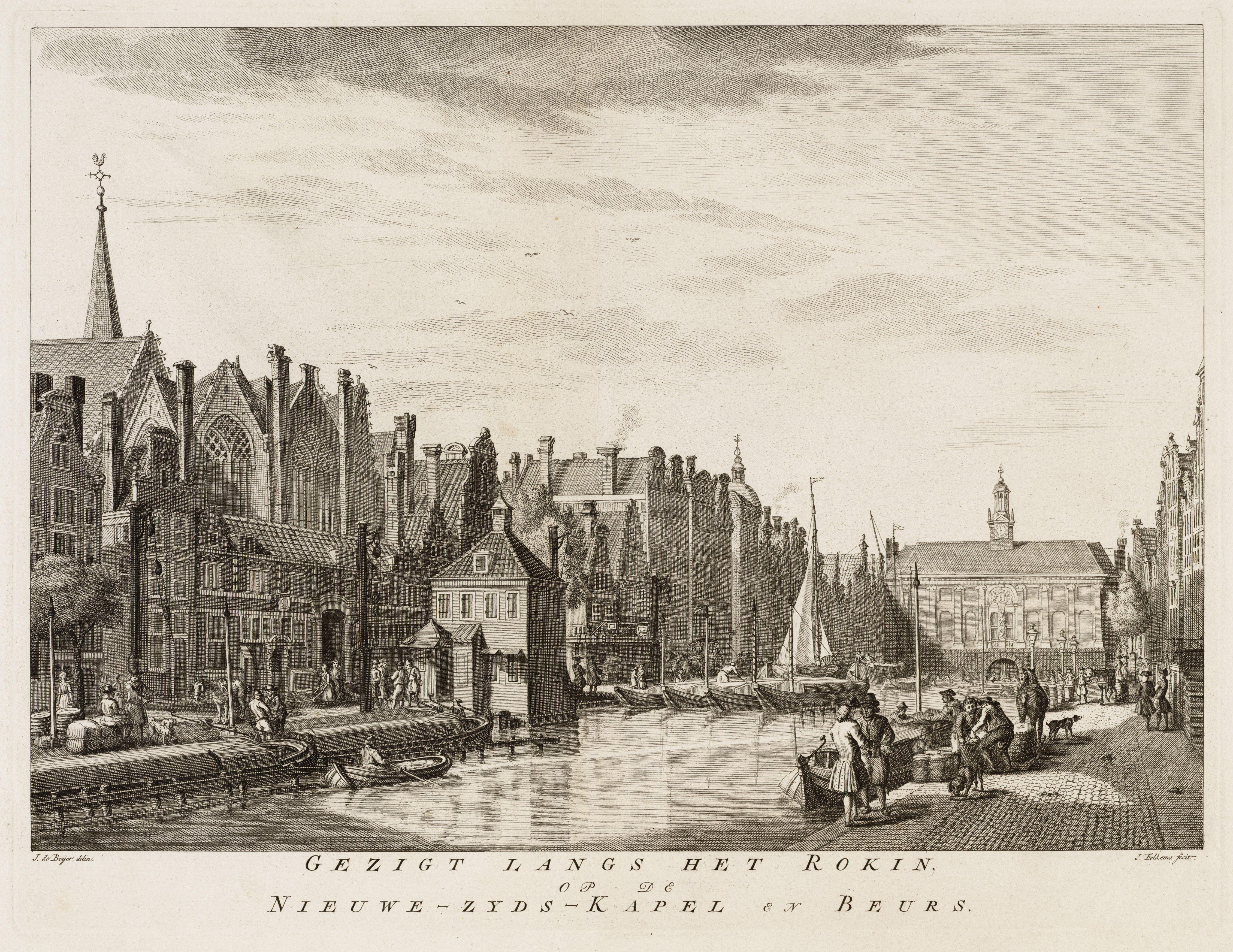
De beurs met de gevel uit 1668: Jan de Beijer, Gezigt langs het Rokin, op de Nieuwe-Zyds-Kapel en Beurs, 18e eeuw, Stadsarchief Amsterdam

In 1668 werd de beurs verbouwd. De binnenplaats werd verlengd van 12 naar 17 bogen en op de brug aan de Rokinzijde werd een galerij gebouwd die toegang gaf tot de binnenplaats. De nieuwe buitengevel – ontworpen door stadsarchitect Daniël Stalpaert – was voorzien van pilasters. In het midden bevonden zich op de begane grond twee boogvormige openingen met ertussen een beeld van Mercurius.
Bij deze verbouwing moesten de blokvormige winkelhuizen en de toren worden gesloopt. Het stadsbestuur wilde de klokken van het beurscarillon gebruiken voor het nieuwe stadhuis op de Dam, maar op aanraden van François Hemony werd hiervan afgezien. Het stadhuis kreeg een veel zwaarder carillon van de Gebroeders Hemony, die toen weer samen in Amsterdam in de gieterij aan het Molenpad werkten. Het uurwerk van de beurstoren werd verplaatst naar de Oosterkerk en het beurscarillon naar de Munttoren, waar een deel van de klokken nog steeds mee spelen in het huidige carillon. In de Munt kwamen er 6 extra basklokken en enkele discantklokjes bij (in totaal 36 klokken), gemaakt door Pieter Hemony in 1668. Hij goot in dat jaar ook een nieuwe bronzen speeltrommel voor de Munttoren, die nog altijd elk kwartier speelt op de Munt.

## Geschiedenis

De beurs na de uitbreiding van 1668 met links de nieuwe galerij die op de brug was gebouwd, en aan de buitenkant het Mercuriusbeeld: Job Berckheyde, De oude beurs van Amsterdam, circa 1670, Museum Boijmans van Beuningen, Rotterdam

### De beurs in gebruik
Om de handel onder controle te houden had het stadsbestuur beslist dat er alleen in het beursgebouw zaken mochten worden gedaan. En om ervoor te zorgen dat de betrokkenen elkaar niet misliepen, was de beurs maar één uur per dag geopend, van 11 tot 12 uur. Op dat moment moesten alle goederenmakelaars naar de beursvloer gaan en mochten ze onderweg niet in gesprek gaan met de kooplui. Volgens een verordening uit 1619 mochten ze na beurstijd niet eens meer in de buurt komen van het beursgebouw of de Dam.
De Amsterdamse koopmansbeurs was in het begin van de 17e eeuw het belangrijkste handelsinstituut ter wereld. Het overgrote deel van de transacties die in deze beurs werden gesloten, betrof de goederenhandel, maar de Beurs van Hendrick de Keyser was ook de plek waar aandelen in de VOC en, vanaf 1621, ook in de West-Indische Compagnie werden verhandeld. Daarom wordt dit beursgebouw ook beschouwd als de oudste aandelenbeurs ter wereld. Misschien al in 1611, maar in elk geval na de verbouwing en uitbreiding van de beurs in 1668, was er een vaste plaats op de beursvloer waar de effectenhandel plaatsvond.
Verder werd er gehandeld in termijncontracten die het recht gaven op een vastgelegd tijdstip voor een vaste prijs partijen goederen te kopen. Er konden verzekeringen worden afgesloten, evenals contracten over het vervoer van vrachten, en er was informatie te krijgen over alles wat voor de handel van belang was, zoals markten in verre landen en de internationale politieke situatie.

### Het buskruitverraad

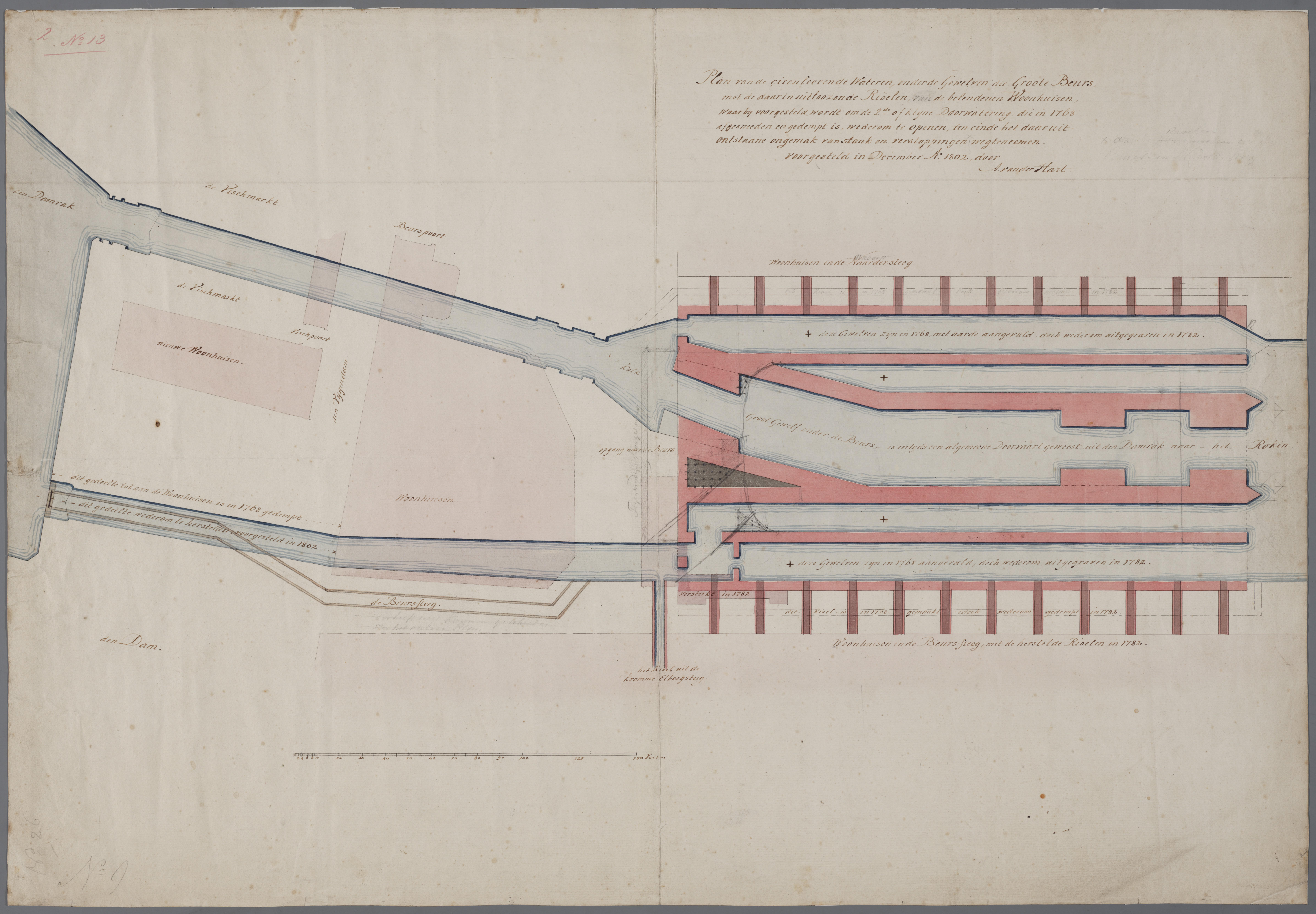
Situatieschets van de wateren onder de beurs en de voor 1803 gedempte gedeelten (het Rokin is rechts), 1802, Stadsarchief Amsterdam

Doordat het beursgebouw gedeeltelijk was gebouwd op brugbogen konden schepen met gestreken mast eronderdoor varen van en naar het Damrak. De doorgang werd in 1622 afgesloten (aanvankelijk alleen tijdens "beurstijd"), eerst met een boom in de vaaropening, vervolgens met zware houten deuren en ten slotte in 1672 werd de doorgang definitief dichtgemetseld. Als reden voor de sluiting wordt aangegeven dat in 1622 een steenhouwersgezel uit Namen, Balthasar Paul, complotteerde om Amsterdam in brand te steken. Een onderdeel van zijn plannen was het in brand steken van de beurs. Zijn plannen mislukten en Balthasar Paul eindigde zijn leven op het schavot op de Dam.
Het incident gaf aanleiding tot de legende van het "buskruitverraad"; volgens het verhaal trof een weesjongen in 1622 onder de Beurs een schip geladen met buskruit aan. Hij waarschuwde door te trommelen het stadsbestuur, dat vervolgens geëigende maatregelen nam om verder onheil te voorkomen. Als dank mochten de weesjongens voortaan "beurstrommelen" tijdens de kermisweek. Bij de opening van de Beurs van Zocher verviel deze gunst echter, waarop de weesjongens een verzoek indienden bij het stadsbestuur om de traditie van het beurstrommelen weer in ere te herstellen. Het verhaal werd in 1859 door Jacob van Lennep in een toneelstuk verwerkt, "Een Amsterdamse jongen of het Buskruitverraad van 1622".

### Sloop en nasleep

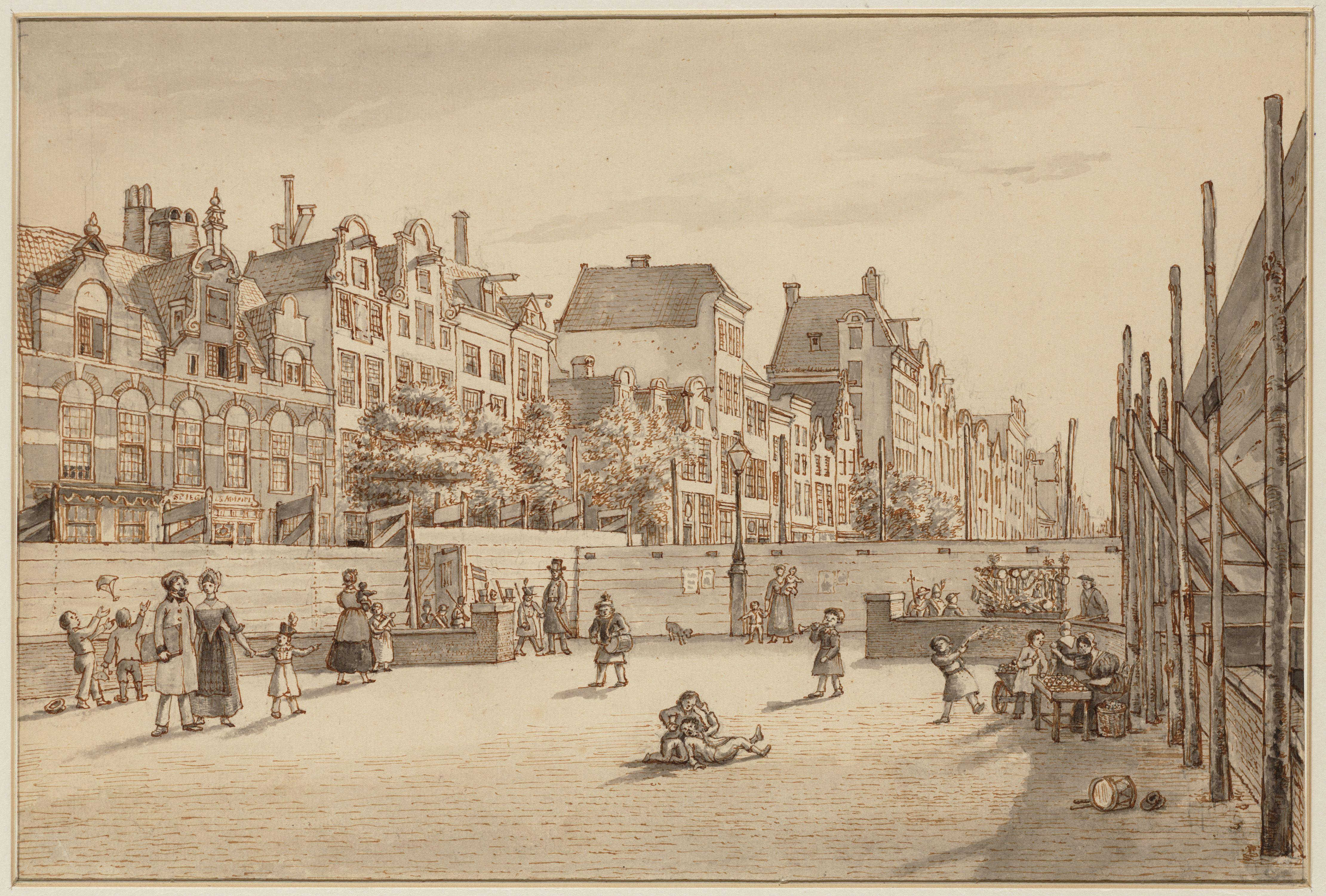
Gerrit Lamberts, Het terrein van de gesloopte Beurs van Hendrick de Keyer, bedoeld als hulpbeurs (tussen 1836 en 1845) met snoepkraampjes en "beurstrommelen" ter gelegenheid van een kermis, tekening, tussen 1836 en 1845, Stadsarchief Amsterdam

In de loop der tijd was de koopmansbeurs zodanig verzakt dat hij onbruikbaar geworden was. Uiteindelijk moest het gebouw in 1836-37 gesloopt worden. Ervoor in de plaats kwam de Beurs van Zocher, aan de andere kant van de Dam.
Later in de negentiende eeuw dachten sommigen met weemoed terug aan de oude beurs. De Amsterdamse architect Abraham Nicolaas Godefroy, die een jaar of vijftien was toen de beurs werd gesloopt, maakte in 1890 vijf reconstructietekeningen van de verschillende gedaantes van het gebouw.
Het Beurspoortje, dat vanaf het Rokin toegang gaf tot de Dam, herinnerde tot de sloop in 1912 nog aan het vroegere Beursgebouw. De naam Beurspoortje voor de doorgang, die onder het tussen 1913 en 1916 gereedgekomen gebouw van de Industrieele Club 'Industria' het Rokin met de Dam verbindt, herinnert hier nog aan. Het deel van het Rokin waar het Beursgebouw overheen gebouwd was, werd gedempt in 1933.

## De huizen aan de Beurssteeg

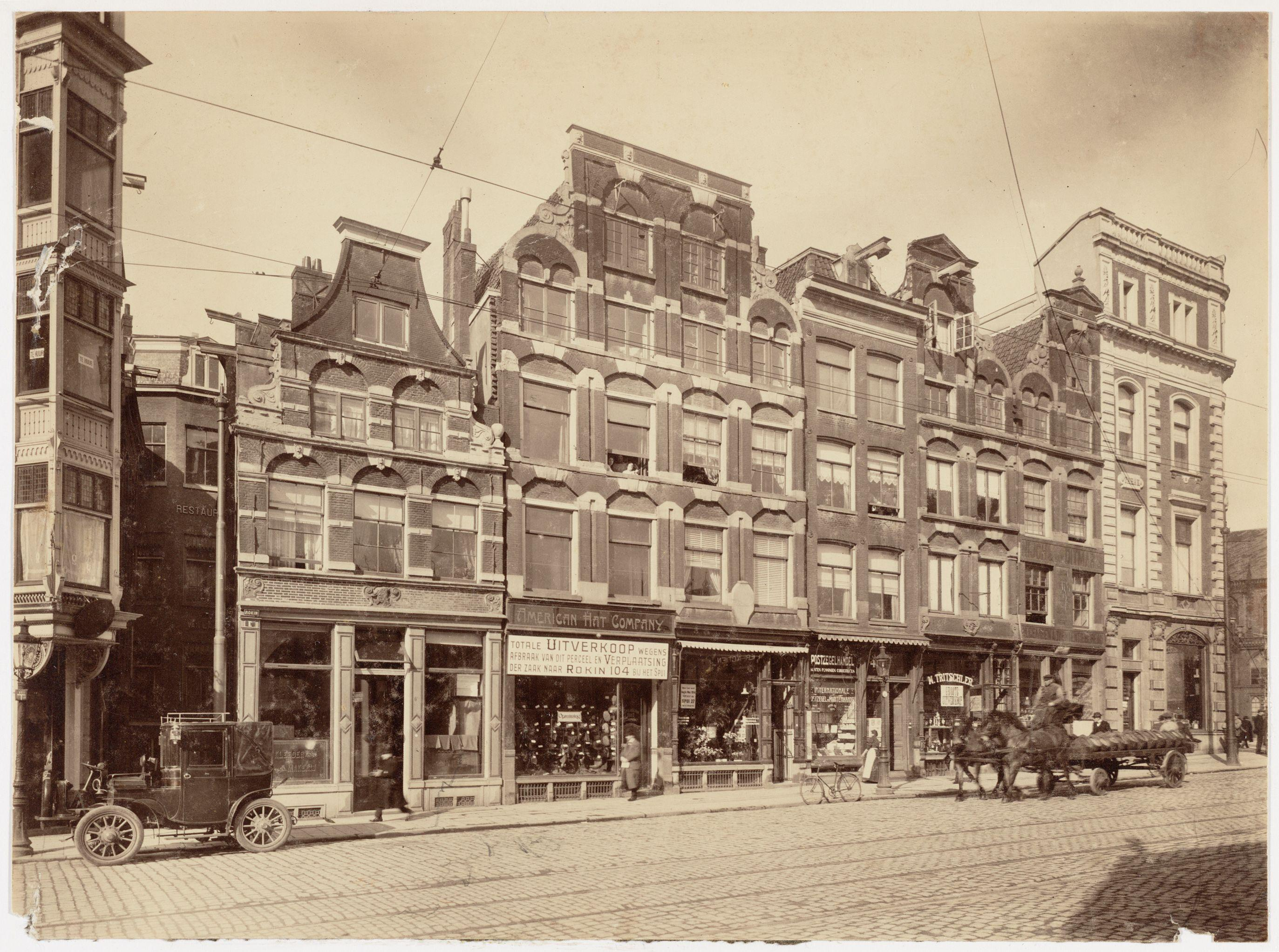
Het Rokin bij de Dam (de vroegere Beurssteeg) met de restanten van de door De Keyser ontworpen gevelwand uit 1612, kort voor de sloop in 1914, Stadsarchief Amsterdam

Na de voltooiing van het beurs werd er in 1612 op de hoek van de Dam en de Beurssteeg (nu het Rokin) – direct naast de beurs – een blok huizen gebouwd, dat eveneens was ontworpen door Hendrick de Keyser. Deze huizen waren het eerste voorbeeld van de nieuwe stadsstijl, die in de decennia erna in heel Amsterdam zou worden toegepast. Kenmerkend is het gebruik van de grote natuursteenblokken en driezijdige bogen boven de ramen. Tussen de ramen bevonden zich smalle pilasters of lisenen en de geveltoppen waren afgedekt met kleine frontons. Na diverse verminkingen in de negentiende eeuw werden de restanten in 1914 gesloopt. Het dubbele hoekhuis dat op de Dam uitkeek was al rond 1869 vervangen door nieuwbouw.

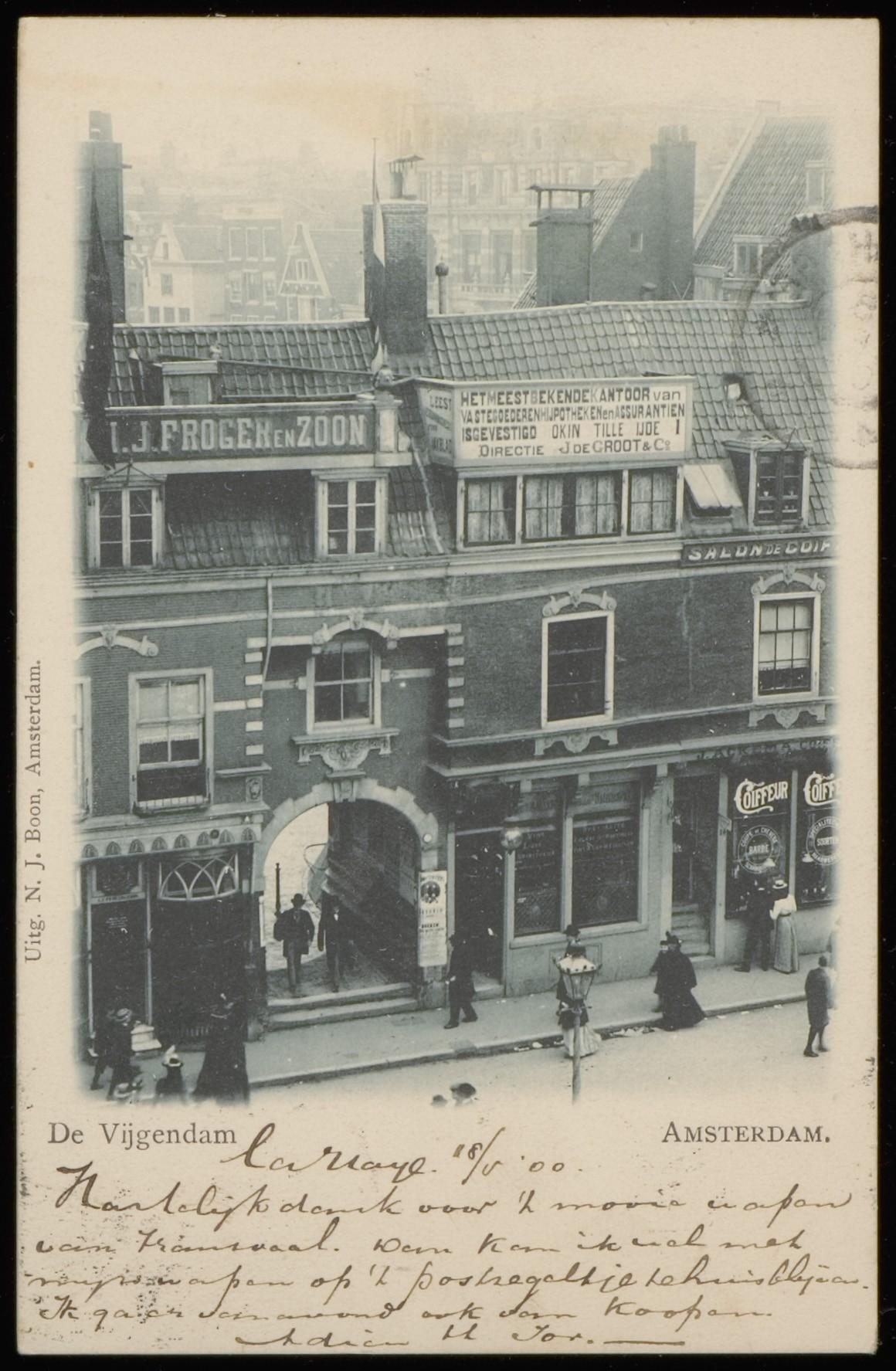
De Vijgendam met het Beurspoortje met op de achtergrond het Rokin, circa 1900, Stadsarchief Amsterdam